# Trybliographa simulatrix
Trybliographa simulatrix is een vliesvleugelig insect uit de familie van de Figitidae. De wetenschappelijke naam van de soort is voor het eerst geldig gepubliceerd in 1859 door Johannes Friedrich Ruthe.